# Anton Kasipović
Anton Kasipović (cyr. Антон Касиповић, ur. 1956 w Banja Luce) – polityk i dziennikarz bośniacki narodowości chorwackiaej, tymczasowy premier Republiki Serbskiej od 15 listopada do 29 grudnia 2010.
Ukończył studia prawnicze na Uniwersytecie w Banja Luce. Pracował w dzienniku Glas Srpske, w którym awansował na redaktora naczelnego. Pracował także jako korespondent telewizyjny oraz specjalista ds. marketingu w mediach. Jako bezpartyjny fachowiec zasiadał w trzech kolejnych gabinetach (pierwszy i drugi Milorada Dodika i jeden Aleksandara Džombicia) jako minister kultury. Po wyborach z 2010 przez półtora miesiąca tymczasowo sprawował funkcję premiera do czasu wyłonienia gabinetu Džombicia. W grudniu 2014 został ministrem sprawiedliwości.
Jest żonaty, ma dziecko.